# Pikaboo
Pikaboo – europejski kanał telewizyjny adresowany do dzieci. Należy do nadawcy United Media. Został uruchomiony w 2017 roku.
Emituje treści (przede wszystkim kreskówki) w kilku językach: serbskim, chorwackim, słoweńskim, macedońskim i albańskim.